# Маеда Сюнсуке
Сюнсуке Маеда (яп. 前田 俊介, нар. 9 червня 1986, Сакурай) — японський футболіст, нападник клубу «Гайнаре Тотторі».
Виступав, зокрема, за клуби «Санфречче Хіросіма» та «Консадолє Саппоро», а також молодіжну збірну Японії.

## Клубна кар'єра
У дорослому футболі дебютував 2004 року виступами за команду клубу «Санфречче Хіросіма», в якій провів три сезони, взявши участь у 45 матчах чемпіонату. 
Згодом з 2007 по 2011 рік грав у складі команд клубів «Ойта Трініта» і «Токіо».
Своєю грою за останню команду привернув увагу представників тренерського штабу клубу «Консадолє Саппоро», до складу якого приєднався 2012 року. Відіграв за команду із Саппоро наступні чотири сезони своєї ігрової кар'єри. Більшість часу, проведеного у складі «Консадолє Саппоро», був основним гравцем атакувальної ланки команди.
До складу клубу «Гайнаре Тотторі» приєднався 2016 року. Станом на 26 січня 2018 року відіграв за команду з Йонаґо 41 матч в національному чемпіонаті.

## Виступи за збірну
2005 року залучався до складу молодіжної збірної Японії. На молодіжному рівні зіграв у 2 офіційних матчах, забив 1 гол.

## Титули і досягнення
- Володар Кубка Джей-ліги: 2008